# (202614) Kayleigh
(202614) Kayleigh est un astéroïde de la ceinture principale.

## Description
(202614) Kayleigh est un astéroïde de la ceinture principale. Il fut découvert le 30 avril 2006 à Kambah par David Herald. Il présente une orbite caractérisée par un demi-grand axe de 2,68 UA, une excentricité de 0,10 et une inclinaison de 13,7° par rapport à l'écliptique.

## Compléments